# Nitranský kraj (1948–1960)
Nitranský kraj (slovensky Nitriansky kraj) byl správní celek v Československu, který existoval v letech 1948–1960. Jeho centrem byla Nitra. Kraj měl rozlohu 7 940 km².
Vznikl na jihozápadním Slovensku dne 24. prosince 1948 na základě zákona o krajském zřízení, podle kterého bylo k 31. prosinci 1948 zrušeno zemské zřízení. Krajský národní výbor byl zřízen k 1. lednu 1949. Nitranský kraj se v roce 1955 členil na 16 okresů. Kraj byl zrušen k 30. červnu 1960 zákonem o územním členění státu, podle kterého vznikly nové kraje. Území Nitranského kraje bylo tehdy zahrnuto převážně do Západoslovenského kraje.